# Šrámková (národní přírodní rezervace)
Šrámková je národní přírodní rezervace v katastrálním území obce Párnica v okrese Dolný Kubín v Žilinském kraji na Slovensku. Chráněné území bylo vyhlášeno v roce1967 a jeho rozloha je 243,65 hektaru. Předmětem ochrany jsou zachovalá přirozená společenstva holí a lesů Malé Fatry. Rezervace je součástí národního parku Malá Fatra. Rozprostírá se na východním svahu vrchu Žobrák, (1308 m) mezi Stohem (1608 m) a Suchým vrchem (1267 m) směrem do údolí Bystrička. Sousedí s národní přírodní rezervací Šútovská Dolina.